# Christoph Gengnagel
Christoph Gengnagel (* 1965 in Jena) ist ein deutscher Architekt und Bauingenieur. Seit 2006 ist er Universitätsprofessor für Konstruktives Entwerfen und Tragwerksplanung der Universität der Künste (UdK) Berlin.

## Leben
Christoph Gengnagel studierte von 1987 bis 1992 an der Bauhaus-Universität Weimar Bauingenieurwesen und schloss mit Diplom ab. 1993–2000 studierte er Architektur an der Technischen Universität München und arbeitete parallel als Tragwerksplaner und Projektingenieur unter anderem bei Dywidag. 1999 gründete er sein eigenes Ingenieurbüro a.k.a Ingenieure in München. 1998–2004 war er Assistent am Lehrstuhl für Tragwerksplanung an der Fakultät Architektur der TU München. 2005 promovierte er zum Thema „Mobile Membrankonstruktionen“ an der TU München. 2006 wurde er als Universitätsprofessor an den Lehrstuhl für Konstruktives Entwerfen und Tragwerkslehre am Studiengang Architektur berufen. Seit 2007 ist er Direktor des Instituts für Architektur und Städtebau. Von 2008 bis 2012 war er 1. Vizepräsident der UdK Berlin.
Er unterstützte 2010 das Team „Living Equia“ der HTW beim Wettbewerb Solar Decathlon Europe. Seit 2013 unterstützt er das Team Rooftop der UdK Berlin bei der Teilnahme am Solar Decathlon Europe 2014.

## Mitgliedschaften
- BAYIKA, Bayerische Ingenieurekammer-Bau
- IAS, Institut für Architektur und Städtebau, UdK Berlin
- BDA Berlin, Bund Deutscher Architekten Berlin
- DFG-Graduiertenkolleg „Das Wissen der Künste“, UdK Berlin[5]

## Auszeichnungen
- 2013–2014: Velux Visiting Professor at Centre for Information Technology and Architecture, Royal Danish Academy of Fine Arts Kopenhagen, Dänemark
- 2013: Howard Medal – Institution of Civil Engineers Award, Best Paper, Proceedings of the Institution of Civil Engineers – Construction Materials

## Veröffentlichungen (Auswahl)
- C. Gengnagel, E. Nagy, R. Stark: Rethink! Prototyping, Transdisciplinary Concepts of Prototyping. Springer, Berlin 2016, ISBN 978-3-319-24439-6.
- M. Ramsgaard Thomsen, M. Tamke, C. Gengnagel, B. Faircloth, F. Scheurer (Hrsg.): Modelling Behaviour, Proceedings of the Design Modelling Symposium Copenhagen 2015. Springer, 2015, ISBN 978-3-319-24208-8.
- C. Gengnagel, C. Quinn: Große Verformungen – Über das Entwerfen von vorbeanspruchten Gitterschalen. In: GAM 12: Structural Affairs: Opportunities and Perspectives for Cooperation in Planning. Design and Construction. 2016, ISBN 978-3-0356-0984-4, S. 169–189.
- G. Quinn, A. Holden-Deleuran, D. Piker, M. Tamke, M. Ramsgaard Thomsen, C. Gengnagel: Calibrated and Interactive Modelling of Form-Active Hybrid Structures, Conference: IASS Annual Symposium 2016 Spatial Structures in the 21st Century. Tokyo 2016.
- F. Scheurer, J. Nembrini, A. Kilian, C. Gengnagel (Hrsg.): Rethinking Prototyping: Proceedings of the Design Modelling Symposium Berlin 2013. epubli 2013, ISBN 978-3-8442-6845-4.
- C. Gengnagel, E. Lafuente Hernández, R. Bäumer: Natural-fibre-reinforced plastics in actively bent structures. In: Proceedings of the ICE – Construction Materials. Band 166, Nr. 6, 2013, S. 365–377, ISSN 1747-650X.
- J. Lienhard, H. Alpermann, C. Gengnagel, J. Knippers: Active Bending, A Review on Structures where Bending is used as a Self-Formation Process. In: International Journal of Space Structures. Band 28, Nr. 3, 2013, S. 187–196, Multi Science Publishing.
- E. Lafuente Hernández, O. Baverel, C. Gengnagel: On the Design and Construction of Elastic Gridshells with Irregular Meshes. In: International Journal of Space Structures. Band 28, Nr. 3, 2013, S. 161–174, Multi Science Publishing.
- N. Kotelnikova-Weiler, C. Douthe, E. Lafuente-Hernandez, O. Baverel, C. Gengnagel, J.-F. Caron: Materials for Actively-Bent Structures. In: International Journal of Space Structures. Band 28, Nr. 3, 2013, S. 229–240, Multi Science Publishing.
- C. Gengnagel, A. Kilian, N. Palz, F. Scheurer (Hrsg.): Computational Design Modelling: Proceedings of the Design Modelling Symposium Berlin 2011. Springer 2011, ISBN 978-3-642-23435-4.
- H. Alpermann, C. Gengnagel: Membranversteifte Bogentragwerke. In: Stahlbau. Nr. 8, 2009, S. 531–536.
- A. Elsheikh, C. Gengnagel: Structural Assessment of Rapid Deployment Canopy Structure. In: Advances in Structural Engineering. Band 9, Nr. 2, 2006, S. 241–256.
- N. K. Burford, C. Gengnagel, F. W. Smith: Zugversteifte Bogentragwerke. In: Stahlbau. Nr. 8, 2006, S. 633–642.